# Ernest Orlando Lawrence
Ernest Orlando Lawrence (8. srpna 1901 – 27. srpna 1958) byl americký fyzik, nositel Nobelovy ceny za fyziku (1939), kterou obdržel za vynález cyklotronu a jím získané výsledky, zejména týkající se umělých radioaktivních prvků.

## Život

### Studium a vynález cyklotronu
Narodil se v Cantonu, Jižní Dakotě, USA. Předkové obou jeho rodičů pocházeli z Norska. Otec byl vrchním školním inspektorem, matka byla učitelkou. Ernest měl mladšího bratra Johna. Pod vlivem svého otce se začal zajímat o fyziku, ve dvanácti letech si sestrojil domácí telefon, později vysílač a radiopřijímač.
Po skončení střední školy navštěvoval fakultu sv. Olafa v Minnesotě, ale po prvním roce přestoupil na Univerzitu Jižní Dakoty (University of South Dakota). V roce 1922 se zapsal na univerzitu v Minnesotě, kde získal magisterský titul pod vedením profesora W. Swanna, který byl autoritou ve výzkumu kosmického záření. Lawrence následoval Swanna na univerzitu v Chicagu a v roce 1924 na Yalovu univerzitu. O rok později získal doktorát za svou studii fotoelektrického jevu v draselných parách.
Zůstal na Yaleově univerzitě jako badatel v oblasti fotoelektrického efektu a rychle si získal reputaci skvělého experimentátora, zejména v oblasti fotoelektriky. Roku 1927 se stal docentem.
V roce 1928 byl jmenován docentem fyziky na Kalifornské univerzitě v Berkeley a za dva roky se stal profesorem, nejmladším v historii této univerzity. Získal zde přezdívku "Atom Smasher" (drtič atomů) a "muž, který má klíč od atomové energie". Zabýval se různými jadernými reakcemi, umělou radioaktivitou, vlivem záření na živý organismus, umělou přeměnou prvků a získáváním radioaktivních prvků. Se svými prvními postgraduálními studenty, Nielsem E. Edlefsenem a M. Stanley Livingstonem, vyvinul Lawrence svůj vynález kruhového urychlovače částic, později nazývaného cyklotron. Zahájil tím etapu fyziky vysokých energií a umožnil rozpad atomových jader, umělých izotopů a objev nových prvků.
V roce 1932 se Lawrence oženil s Mary (Molly) Kimberly Blumerovou, dcerou děkana Yaleovy lékařské fakulty, měli spolu dva syny a čtyři dcery.

### Vědecká kariéra
Vynález cyklotronu přinesl Lawrencovi světovou proslulost. V roce 1933 byl pozván na slavnou konferenci fyziků v Solvay mezi nejvýznamnější atomové fyziky a o rok později byl zvolen do Národní akademie věd.
V roce 1936 byl jmenován ředitelem Radiační laboratoře (Radiation Laboratory) v Berkeley, ve které pokračoval na vývoji a zdokonalování cyklotronu. Radiační laboratoř nastartovala éru „velké vědy“, ve které již experimenty neprováděl individuální výzkumník a několik asistentů na stole akademické laboratoře, ale velké multidisciplinární týmy vědců a inženýrů v celých budovách plných sofistikovaného vybavení a obrovských vědeckých strojů.
Obří cyklotron umožňoval získávat prvky těžší než uran. Roku 1940 získala Lawrencova laboratoř první transuran – neptunium.
Spolu se svým bratrem Johnem, lékařem a profesorem lékařské fakulty, zkoumali možnosti využití radioizotopů v medicíně.
V roce 1937 obdržel Comstockovu cenu Národní akademie věd a Hughesovu medaili Královské společnosti. V roce 1939 mu byla udělena Nobelova cena za fyziku.

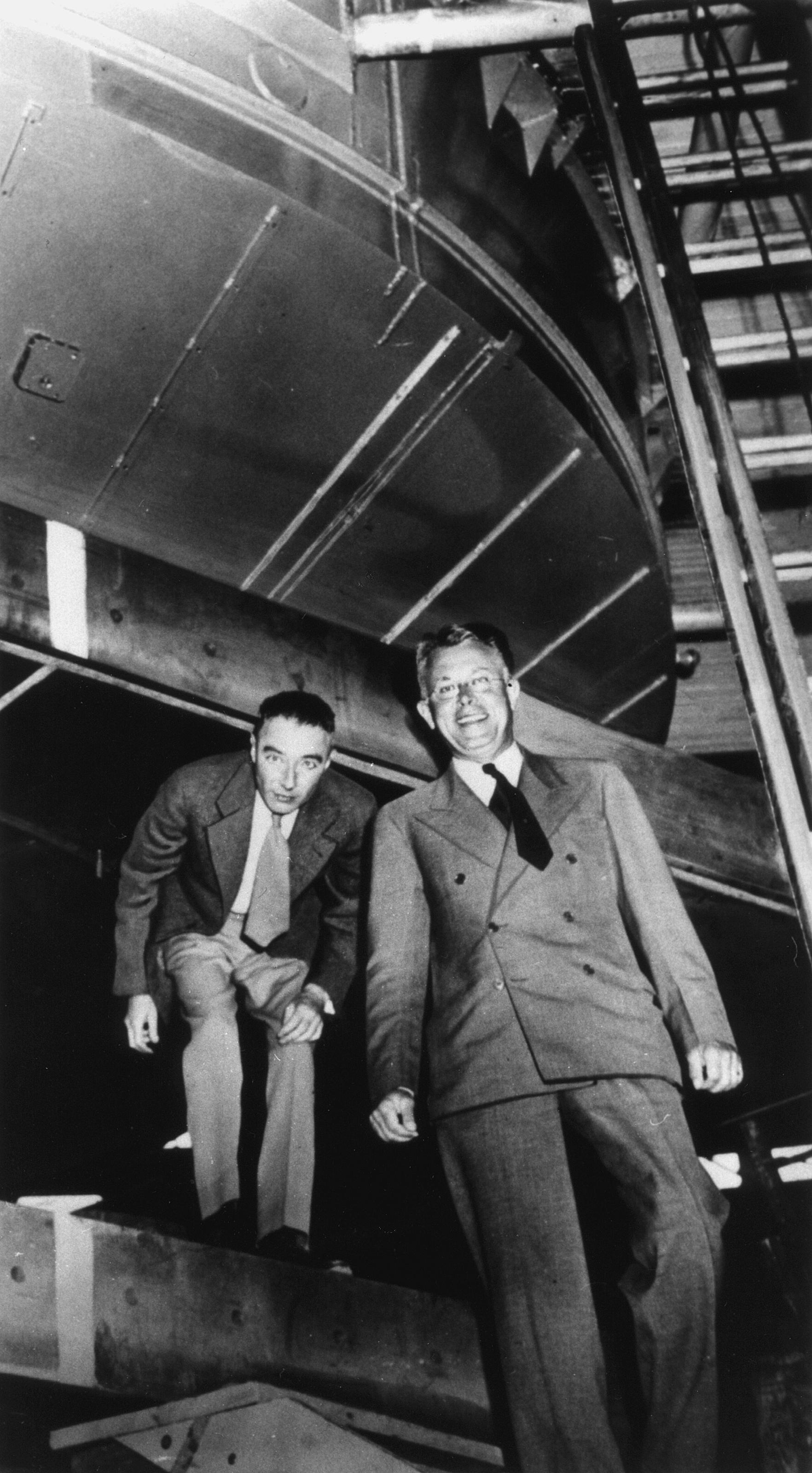
E.O.Lawrence (vpravo) s R.Oppenheimerem u cyklotronu

Po vstupu USA do druhé světové války se zapojil prostřednictvím své laboratoře do vývoje atomové bomby v projektu Manhattan. S přítelem Robertem Oppenheimerem se Lawrence stal jedním z hlavních organizátorů vojenského výzkumu v oblasti získávání štěpných materiálů. Rozdílný názor na použití jaderných zbraní ve válečných akcích byl příčinou konce jejich přátelství. Lawrence obhajoval použití atomových bomb v Hirošimě a Nagasaki. Po válce se angažoval spolu s Edwardem Tellerem na vývoji vodíkové bomby. V Livermore v Kalifornii byla pod jejich záštitou vybudována druhá laboratoř pro výrobu jaderných zbraní. Během těchto let zde byly konstruovány větší a efektivnější urychlovače. V roce 1955 Lawrence bombardováním atomových jader mědi získal antiproton. Výzkum v laboratoři v Berkeley byl omezen na základní vědu.
V roce 1958 se Lawrence na žádost prezidenta Eisenhowera zúčastnil mezinárodní konference odborníků v Ženevě o kontrole jaderných zkoušek. Během jednání ho postihl záchvat ulcerózní kolitidy. Byl převezen do USA na operaci, kterou nepřežil. Zemřel v nemocnici Palo Alto krátce po svých 57. narozeninách.

### Ocenění
Kromě Nobelovy ceny obdržel Lawrence řadu dalších vyznamenání od amerických i zahraničních institucí. V roce 1948 byl jmenován důstojníkem Řádu čestné legie, v roce 1952 v Británii získal Faradayovu medaili. Byl prvním držitelem ceny Sylvanus Thayer od Americké vojenské akademie.
Laboratoře, které založil a v nichž pracoval, nesou od jeho smrti jeho jméno: Lawrence Berkeley National Laboratory a Lawrence Livermore National Laboratory. Mladým vědcům uděluje americká komise pro atomovou energii výroční ceny Lawrence Awards.
V roce 1961 se podařilo získat umělý prvek č. 103, který byl pojmenován po vynálezci cyklotronu lawrencium.

## Cyklotron
Cyklotron, jinak též cyklický vysokofrekvenční urychlovač slouží k urychlování těžkých nabitých částic pomocí vysokofrekvenčního elektrického pole. Používá se od roku 1930, kdy Ernest Orlando Lawrence postavil první funkční prototyp.

### Konstrukce a princip
Konstrukce cyklotronu není tak masivní, jako u lineárních urychlovačů částic, je však obvykle složitější. Cyklotron se skládá ze tří hlavních částí a to:
1. Velmi silný elektromagnet.
2. Zdroj napětí o vysoké frekvenci
3. Urychlovací komora s párem dutých urychlovacích elektrod (duantů).

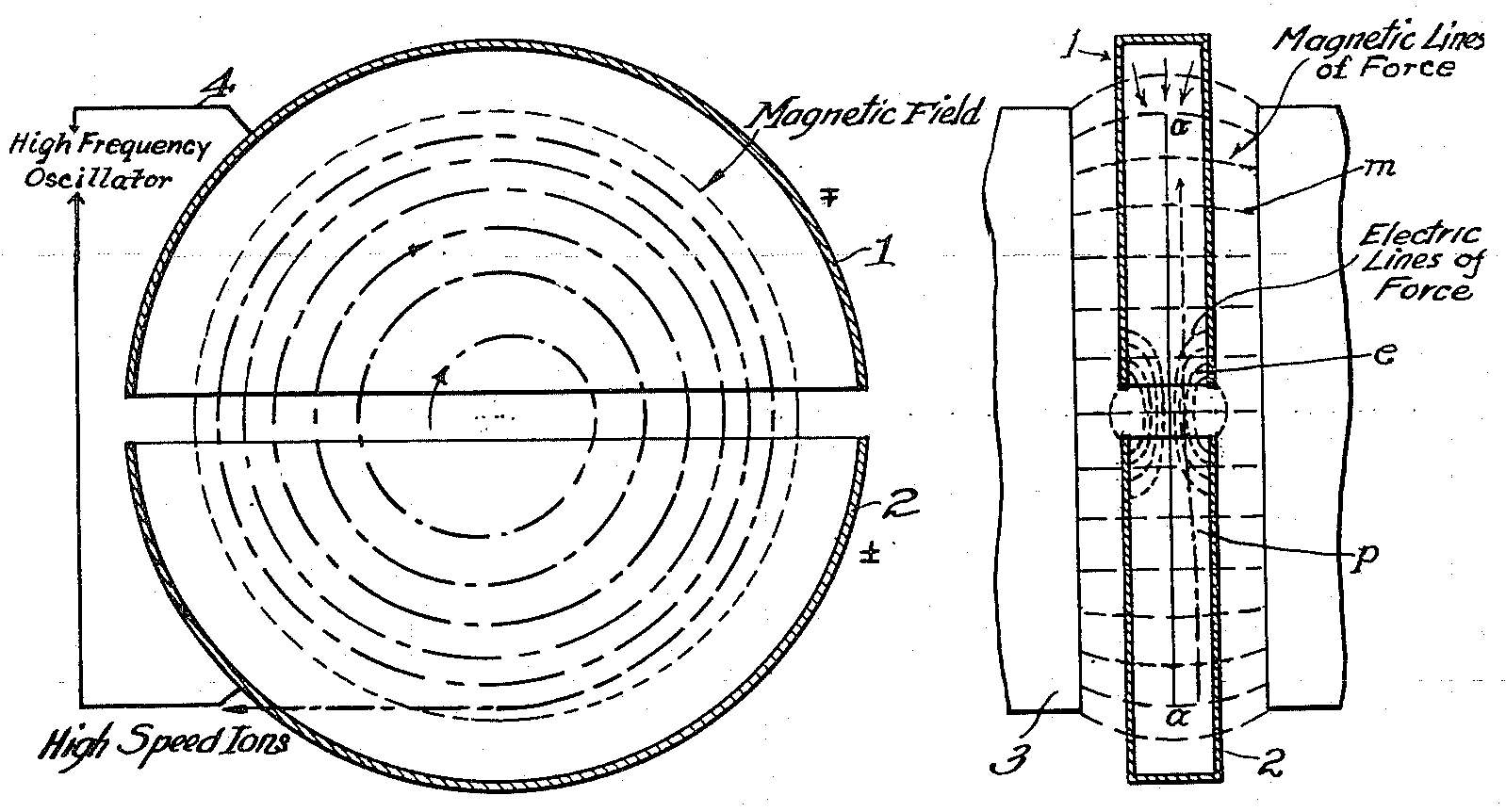
Diagram cyklotronu dle Lawrencova patentu z r. 1934.

Částice se pohybují uvnitř dutých urychlovacích elektrod svou setrvačností a jejich dráha je zakřivována magnetickým polem, orientovaným kolmo na rovinu dráhy částic. Duté elektrody působí jako Faradayova klec a proto uvnitř nich neovlivňuje dráhu částic elektrické, ale pouze magnetické pole. Urychlování probíhá pouze v mezeře mezi duanty. Ty jsou napájeny vysokofrekvenčním střídavým proudem vhodné frekvence. Elektrické pole mezi duanty působí vždy takovým směrem, aby zvýšilo rychlost částic. Kinetická energie urychlené částice může po mnoha obězích dosáhnout hodnoty až 50 MeV.
U cyklotronu je magnetické pole využíváno pouze k vedení svazku částic a nikoliv k jejich urychlování. Pole je orientováno kolmo na dráhu částic (ve schématu kolmo na rovinu kresby). Způsobuje zakřivování dráhy do kruhu. Při rostoucí rychlosti částic se poloměr tohoto kruhu zvětšuje, takže částice se pohybují po přibližně spirálové dráze. Doba průchodu jednotlivými smyčkami spirály je ale konstantní (rychlejší částice se pohybují po kruhu o větším poloměru). Ve zkratce by se princip zařízení dal popsat: „Opakovaným průchodem svazku částic urychlovacím zařízením.“
Cyklotronová frekvence (f) vychází z velikosti elektrického náboje částice (Q), z velikosti magnetické indukce (B) a z hmotnosti částice (m): f = QB/2πm

### Historie
Prvního předchůdce cyklotronu postavil roku 1929 až 1930 americký fyzik Ernest Orlando Lawrence z University of California. Měl průměr jen necelých 10 cm a výstupní energii 80 keV. V roce 1931 postavil přístroj o průměru komory 22,5 cm a výstupu 0,5 MeV. Další dva cyklotrony vybudovala univerzita v letech 1933-1935, pátý univerzitní cyklotron byl dokončen v roce 1938. Energie urychlených částic již dosahovala několika desítek MeV, což je několikrát více, než poskytovaly tehdy používané přirozené radionuklidy. Poslední cyklotron už narazil na meze, dané relativistickým nárůstem hmotnosti částic. Pro její kompenzaci musel mít hlavní magnet nehomogenní magnetické pole
Cyklotrony se staly součástí mnoha fyzikálních laboratoří. Například roku 1939 postavil tým pod vedením fyzika Igora Kurčatova první sovětský cyklotron.